# Leave My Kitten Alone
Leave My Kitten Alone is een nummer geschreven door Little Willie John, Titus Turner en James McDougal dat oorspronkelijk door Little Willie John is opgenomen. Het nummer werd vaak gecoverd, onder andere door Johnny Preston in 1960, door The Beatles in 1964 (uitgebracht in 1995) en door Elvis Costello in 1986 (uitgebracht in 1995).

## Beschrijving en achtergrond
John's versie belandde in de Amerikaanse hitlijsten in 1959, namelijk plaats 13 op de Billboard R&B-hitlijst, en plaats 60 op de Billboard Hot 100. Preston's versie bereikte ook de Amerikaanse hitlijsten in 1961, op plaats 73 op de Billboard Hot 100. Latere versies met soms andere arrangementen in verschillende muziekstijlen werden onder andere opgenomen door Solomon Burke, Sam the Sham & The Pharaohs, Roky Erickson, The Syndicats (met latere Yes-gitarist Steve Howe), The Sonics, The First Gear (met Led Zeppelin-gitarist Jimmy Page) en The Detroit Cobras.

## The Beatles' versie
The Beatles namen vijf takes op van het nummer tijdens de opnames voor hun album Beatles for Sale in de EMI Studios op 14 augustus 1964. Het nummer werd niet verwerkt tot een volwaardig albumnummer en bleef onuitgegeven. In 1992 noemde Beatles-auteur Mark Lewisohn dit nummer "mogelijk de meest besproken onuitgegeven Beatles-opname waar het meest naar uitgekeken werd. Wellicht werd het terzijde gelegd omdat Beatles For Sale nog een nummer met George Harrison als leadzanger nodig had. Everybody's trying to be my baby haalde het daarom van Leave My Kitten Alone. Volgens Ian MacDonald zou Kitten echter een overtuigendere afsluiter geweest zijn. Tijdens de vijfde take was John Lennon echt in "topvorm", aldus MacDonald.
In 1982 maakte John Barrett een remix voor de videopresentatie The Beatles at Abbey Road. Twee jaar later volgde een nieuwe remix, ditmaal door voormalige geluidstechnicus van The Beatles, Geoff Emerick. Uiteindelijk maakte Emerick nogmaals een remix in 1994. Deze laatste versie belandde op het verzamelalbum Anthology 1 in 1995.

### Muzikanten
Bezetting volgens Ian MacDonald
- John Lennon - zang
- George Harrison – leadgitaar
- Paul McCartney – basgitaar, piano
- Ringo Starr – drums, tamboerijn

## Elvis Costello's versie
Tijdens de opnames voor King of America maakte Elvis Costello verschillende demo's, waaronder dit nummer. Een volwaardige opname volgde in 1986 voor het album Blood & Chocolate maar haalde het album uiteindelijk niet. In de plaats daarvan belandde Leave My Kitten Alone op Kojak Variety, een verzameling van Rock-'n-Roll-klassiekers uit de jaren 1950 en 1960.